# 柳家小さん
柳家 小さん（やなぎや こさん）は、落語家の名跡。柳派に属する。当代は六代目（ただし、初代は柳家の亭号を用いていない）

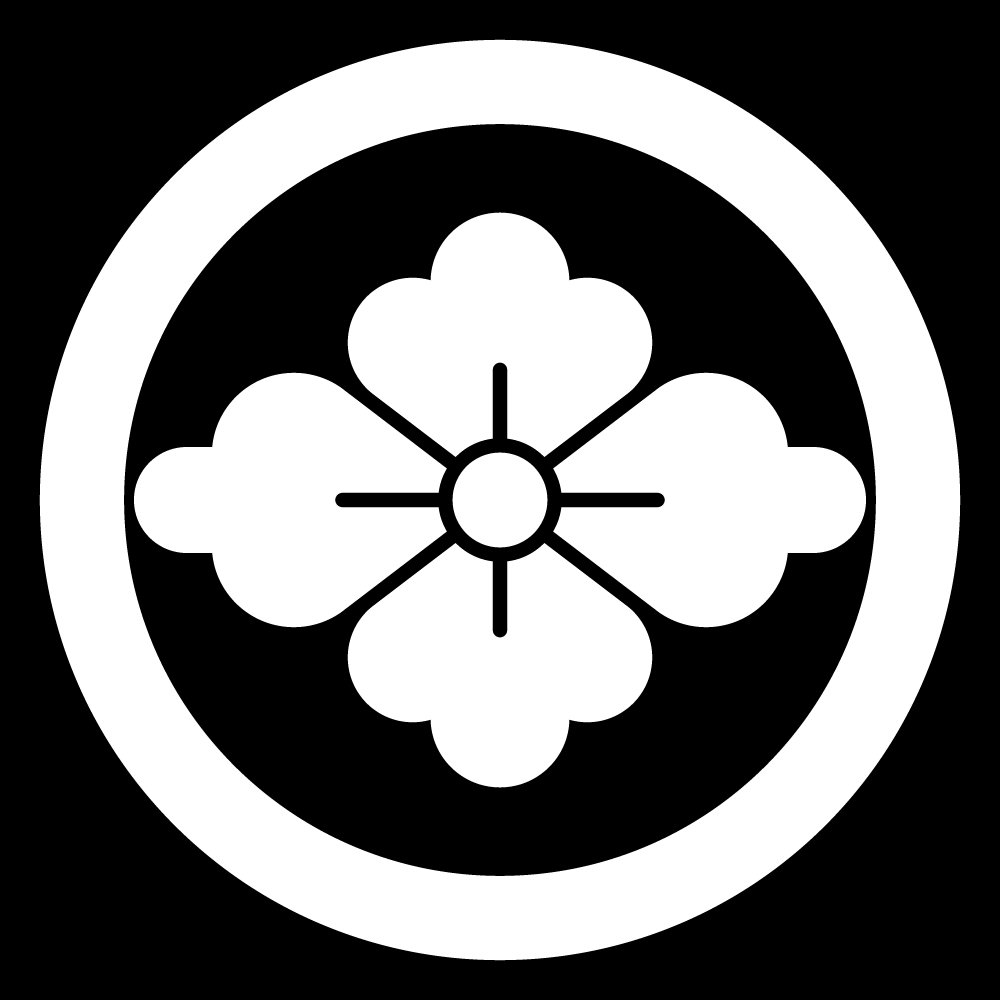
柳派定紋「花菱」

五代目柳家小さん一門定紋
「剣片喰」

柳家小さんの名跡は、東京の落語界の勢力を三遊派と二分してきた柳派の大看板であり、三代目が文豪夏目漱石によって三四郎などの作品中で作中人物の口を借りる形で絶賛されたり、五代目が落語家として初の人間国宝に認定されたりするなど実力者が多い。
名前の由来は初代が「鬼」という渾名（あだな）を持ち非常に不器用であり、その逆効果を狙って当時芸者や花魁で流行っていた愛嬌のある芸名だった「小さん」を用いたとされている。
- 初代春風亭小さん - 後∶四代目朝寝坊むらく
- 二代目柳家小さん - 後∶柳家禽語楼
- 三代目柳家小さん
- 四代目柳家小さん
- 五代目柳家小さん - 人間国宝。
- 六代目柳家小さん - 当代、五代目の長男。